# Josep Masvasí
Josep Masvasí (Barcelona ? - Manresa, 29 de setembre de 1774) fou mestre de capella de diverses seus a Catalunya.
La formació musical -en cant, orgue, composició i viola- la rebé de Josep Picanyol a la capella del Palau de la Comtessa de Barcelona. Després va ser mestre de capella de la Col·legiata de Santa Anna de la mateixa ciutat fins a l'any 1731, quan anà a fer la mateixa tasca -sense passar oposicions- a la Seu de Manresa. Al cap de set anys, hi va crear el primer grup instrumental estable amb cinc ministrils, ja que abans els acompanyaments només eren amb orgue, o amb instrumentistes contractats per cada ocasió.
L'estada d'aquest músic a Manresa durant trenta-un anys, obrí el camí cap al nou estil que començava: el Classicisme. La seva jubilació tingué lloc l'any 1761, restant a Manresa fins a la seva mort. Es tenen poques notícies de la seva producció musical, car només es conserva un Responsori per les Matines de Nadal (1733), un motet Verbum caro factum est de 1733 que es conserva a l'Arxiu de Manuscrits Musicals de la Seu de Manresa, i dos oratoris: Al Rey de dos orbes los dos elogiad, i El Monarca protector que es cantà a la Cova de Sant Ignasi de Manresa del 8 a l'11 de juliol de 1745.